# Dasypus kappleri
Dasypus kappleri är en däggdjursart som beskrevs av Krauss 1862. Dasypus kappleri ingår i släktet långnosade bältor och familjen bältdjur (Dasypodidae). IUCN kategoriserar arten globalt som livskraftig.
Denna bälta förekommer i norra Sydamerika från centrala Colombia och centrala Venezuela till norra Bolivia. Habitatet utgörs av regnskogar och andra fuktiga skogar i låglandet. Individerna gräver underjordiska bon. Per kull föds två ungar.
Individerna når en kroppslängd (huvud och bål) av 51 till 58 cm, en svanslängd av 32 till 48  cm och en vikt mellan 8,5 och 10,5 kg. I mitten av pansaren förekommer 7 eller 8 band. Dessutom finns plattor på huvudet, nacken och stjärten. Arten har sju till nio tänder i över- och underkäken. Hos arten har pansaret en brun till gul eller vitaktig färg. På andra kroppsdelar förekommer glest fördelade gula hår. Djuret kännetecknas dessutom av en spetsig nos samt av korta extremiteter.
Dasypus kappleri äter huvudsakligen insekter som myror, termiter och skalbaggar. Dessutom ingår några små ryggradsdjur i födan. Boet etableras vanligen i skogar. Artens näste skapas av gräs och blad. Ibland använder Dasypus kappleri underjordiska gömställen som grävdes av andra bältor.

## Underarter
Arten delas in i följande underarter:
- D. k. kappleri
- D. k. pastasae